# I Love You Dude
| Совокупная оценка | Совокупная оценка |
| Источник          | Оценка            |
| ----------------- | ----------------- |
| Metacritic        | (55/100)          |
| Оценки критиков   |                   |
| Источник          | Оценка            |
| Allmusic          | [ 2 ]             |
| BBC Music         | (положительная)   |
| Clash             | (5/10)            |
| Drowned in Sound  | (7/10)            |
| The Guardian      | [ 6 ]             |
| musicOMH          | [ 7 ]             |
| NME               | (6/10)            |
| Now               | (2/5)             |
| Pitchfork Media   | (4.4/10)          |
| Slant Magazine    | [ 11 ]            |

I Love You Dude — второй студийный альбом немецкого дуэта Digitalism, выпущенный в Германии 17 июня 2011 года лейблом V2 Records. Песня «Forrest Gump» была написана при участии музыканта группы The Strokes Джулиана Касабланкаса.

## Список композиций
Слова и музыка всех песен — Йенс Мёлле и Измаил Тюфекджи, кроме указанных примечаний.
| №   | Название         | Автор(ы)                                    | Длительность |
| --- | ---------------- | ------------------------------------------- | ------------ |
| 1.  | «Stratosphere»   |                                             | 3:00         |
| 2.  | «2 Hearts»       | Moelle, Tüfekçi, Alexander Burnett          | 3:56         |
| 3.  | «Circles»        | Moelle, Tüfekçi, Cornelius Ulrich           | 3:48         |
| 4.  | «Blitz»          |                                             | 4:17         |
| 5.  | «Forrest Gump»   | Moelle, Tüfekçi, Julian Casablancas, Ulrich | 3:33         |
| 6.  | «Reeperbahn»     |                                             | 3:52         |
| 7.  | «Antibiotics»    |                                             | 3:58         |
| 8.  | «Just Gazin'»    | Moelle, Tüfekçi, Ulrich, Cathe              | 3:31         |
| 9.  | «Miami Showdown» |                                             | 3:25         |
| 10. | «Encore»         |                                             | 4:19         |

| №   | Название         | Длительность |
| --- | ---------------- | ------------ |
| 11. | «Harrison Fjord» | 6:11         |

| №   | Название | Длительность |
| --- | -------- | ------------ |
| 11. | «Silenz» | 4:48         |
| 12. | «Blade»  | 5:50         |

В японском издании нет треков 1 и 4, и включена бонусная песня «Sleepwalker» под номером 7.

## Чарты
| Чарт (2011)        | Наивысшее место |
| ------------------ | --------------- |
| Австралия          | 41              |
| Бельгия (Фландрия) | 81              |
| Бельгия (Валлония) | 77              |
| Франция            | 95              |
| Германия           | 72              |
| Япония             | 56              |
| Швейцария          | 65              |

## История релиза
| Страна         | Дата              | Лейбл                                               | Формат                   |
| -------------- | ----------------- | --------------------------------------------------- | ------------------------ |
| Япония         | 15 июня 2011 года | EMI Music Japan                                     | CD, цифровая дистрибуция |
| Германия       | 17 июня 2011 года | V2 Records                                          | CD                       |
| Германия       | 20 июня 2011 года | V2 Records                                          | Цифровая дистрибуция     |
| Франция        | 20 июня 2011 года | V2 Records                                          | CD, цифровая дистрибуция |
| Великобритания | 20 июня 2011 года | V2 Records                                          | CD, цифровая дистрибуция |
| США            | 21 июня 2011 года | V2 Records, Cooperative Music USA, Downtown Records | Digital download         |
| Австралия      | 1 июля 2011 года  | V2 Records                                          | CD, цифровая дистрибуция |
| США            | 5 июля 2011 года  | V2 Records, Cooperative Music USA, Downtown Records | CD                       |

## Использование
- Песня Circles вошла в треклист игры FIFA 12.